# Renzo Forma
Renzo Forma (Castellamonte, 26 novembre 1916 – Castellamonte, 28 aprile 2005) è stato un politico italiano.

## Biografia
Renzo Forma nasce in un paesino della provincia di Torino, Castellamonte, il 26 novembre 1916. Terminati gli studi da notaio, intraprende la carriera politica seguendo le orme del senatore Giacomo Piola. Si iscrive tra le file della Democrazia Cristiana nel maggio del 1953; poi nel 1958 viene eletto al Senato per la prima volte, rimanendo in carica per sei legislature consecutive, fino al 1983. Fece parte anche della Commissione di indagini sul sequestro e l'uccisione di Aldo Moro. Nel corso degli anni è stato Sottosegretario di stato in cinque governi.
Si spense all'età di 88 anni, il 28 aprile 2005, nel proprio paese natale. 
Il figlio Luigi morì nell'agosto 2009, a 57 anni, gettandosi nel Po.

### Incarichi di governo
- dal 7 agosto 1969 al 26 marzo 1970: Sottosegretario di Stato alla Presidenza del Consiglio dei Ministri (Governo Rumor II);
- dal 2 aprile 1970 al 5 agosto 1970: Sottosegretario di Stato per il Commercio con l'Estero (Governo Rumor III);
- dal 7 agosto 1970 al 16 febbraio 1972: Sottosegretario di Stato per il Commercio con l'Estero (Governo Colombo);
- dal 17 febbraio 1972 al 24 giugno 1972: Sottosegretario di Stato per il Turismo e lo Spettacolo (Governo Andreotti I);
- dal 30 luglio 1972 al 5 luglio 1973: Sottosegretario di Stato alla Presidenza dei Ministri (Governo Andreotti II);